# Bela-Bela
Bela-Bela es un municipio local sudafricano situado en el distrito de Waterberg, en la provincia de Limpopo.

## Superficie
Bela-Bela tiene una superficie de 3406 km².

## Demografía
En 2022, tenía 64 306 habitantes, una densidad poblacional de 18,88 hab./km², y 22 449 viviendas.